# Ольховый Рог (Харьковская область)
Ольховый Рог (укр. Вільховий Ріг), село, 
Мартыновский сельский совет, 
Красноградский район, 
Харьковская область.
Код КОАТУУ — 6323382502. Население по переписи 2001 года составляет 132 (64/68 м/ж) человека.

## Географическое положение
Село Ольховый Рог находится на левом берегу реки Берестовая, выше по течению примыкает к селу Каменка, ниже по течению на расстоянии в 1 км расположено село Абазовка (Зачепиловский район), на противоположном берегу — село Лебяжье (Зачепиловский район). 
К селу примыкают лесные массивы. 
Через село проходит автомобильная дорога Т-2119.

## История
- 1860 — дата основания.

## Объекты социальной сферы
- Школа.

## Достопримечательности
- Братская могила советских воинов и памятный знак воинам-односельчанам. Похоронено 7 воинов.